# Alicellidae
Alicellidae es una familia de anfípodos.

## Géneros
- Alicella Chevreux, 1899
- Apotectonia Barnard & Ingram, 1990
- Diatectonia Barnard & Ingram, 1990
- Paralicella Chevreux, 1908
- Tectovalopsis Barnard & Ingram, 1990
- Transtectonia Barnard & Ingram, 1990